# 宮城谷昌光
宮城谷 昌光（みやぎたに まさみつ、1945年2月4日 - ）は、日本の小説家、歴史小説・時代小説作家である。古代中国の偉人にスポットを当てた作品を得意とする。本名は宮城谷 誠一（みやぎたに せいいち）。

## 来歴・人物
愛知県宝飯郡三谷町（現・蒲郡市三谷町） 生まれ。愛知県立時習館高等学校を経て、早稲田大学第一文学部英文学科卒業。大学卒業後、出版会社勤務や家業の土産物屋の手伝いなどを経て、郷里で英語の塾を開いていたが、作家として名が売れるまでは苦しい生活が長く続いた。その後、立原正秋と出会い、教えを受ける。立原に「必然性のない漢字を使ってはならない」と言われたことから、日本語と漢字に向き合う日々を送ることになる。長い間、自分の言葉を探し苦しんでいた昌光は、白川静の著書に出会ったことで光明を見出すことになった。後にその白川と対談したとき「あなたは勉強家だ」と白川を驚嘆させ、「文章も清新でよろしい」と評価されている。
最初は恋愛小説などを書いており、またフランスの現代思想家たちの著作を愛読していたが、次第に歴史に関心が移り、歴史小説を書くようになった。『史記』をはじめとする漢籍を修めただけでなく、白川に深い影響を受け金文や甲骨文字まで独学で学んだ。『史記』全文を筆写したことがあるという。殷、周、春秋戦国時代など古代中国に素材を求めた作品が多い。1990年代に入ったとたん、長い不遇が嘘のように一躍ベストセラー作家の地位を占めた。
一時、日本の戦国時代を題材にした作品も手がけていて、また、自分の郷里である三河を舞台とした作品も執筆している。なお、日本史作品の執筆にあたっては、それまで使用していた「中国史資料用」とは別の書庫を準備し、「これが完成するまでは日本史作品には手をつけない」と心に決めていたという。
『王家の風日』が500部刊行にもかかわらず司馬遼太郎の目に止まり、はがきを受けている。また、『天空の舟』は司馬の激賞を受けた後、知人の経営する中小出版社から出版され、この作品が出世作となった。その後、自分の作品が刊行される度に司馬に送付しており、その度にはがきを受けたという。
1996年1月3日に文藝春秋社の編集者・和田宏の仲介により司馬と初対面する。喫茶室で懇談後、昌光の夫人同伴で夕食会を催す。司馬が他界する1か月前であった。司馬の死後、和田は「あの新年の陽光がいっぱいのホテルの喫茶室で、司馬さんから宮城谷さんに何かとても大きいものが引き継がれたのだ」と述懐している。
かつてはカメラを趣味とし、1981年には雑誌『日本カメラ』の年度賞で8位に入賞している。

## 受賞・候補歴
- 1990年、『天空の舟』で直木賞候補。
- 1991年、『天空の舟』で新田次郎文学賞[5]、『夏姫春秋』で第105回直木賞受賞[5]。
- 1993年、『重耳』で第44回芸術選奨文部大臣賞受賞[5]。
- 1996年、「中国歴史小説の分野に新境地を開く作家活動」の功績で中日文化賞受賞[6]。
- 2000年、第3回司馬遼太郎賞受賞[5]。
- 2001年、『子産』で第35回吉川英治文学賞受賞[7]。
- 2004年、第52回菊池寛賞受賞[7]。
- 2006年、紫綬褒章受章[7][8]。
- 2016年、『劉邦』で第57回毎日芸術賞受賞[7]。旭日小綬章受章[7][9]。

## 作品リスト

### 歴史小説

#### 中国
| 作品名                | 単行本                                                       | 文庫                                                     | 概要 |
| --------------------- | ------------------------------------------------------------ | -------------------------------------------------------- | --- |
| 天空の舟 小説・伊尹伝 | 1990年7月 海越出版社【上下】 2000年8月 文藝春秋【上下】      | 1993年9月 文春文庫【上下】                               | 夏王朝末、桀王の治世。混乱しゆく末世に摯は何を思い、何を成したのか、商王朝創始の立役者伊尹を描く。 |
| 侠骨記                | 1991年2月 講談社                                             | 1994年2月 講談社文庫                                     | 名相管仲の治める斉の前に劣勢が続く隣国魯の将軍・曹沬は決意を胸に斉との盟約の場に臨む。ほか、平民から帝となった舜、周王朝黎明期を太公望とともに支えた召公奭、奴隷の身分から秦の君主に買われ宰相となり万民に慕われた百里奚を描いた短編4編を収録。 |
| 王家の風日            | 1988年6月 史料出版社（500部限定） 1991年2月 海越出版社       | 1994年3月 文春文庫                                       | 攻める周の太公望たち、斜陽の商を知力の限りを尽くして支える箕子。そして牧野の地に両軍が集結した。 |
| 夏姫春秋              | 1991年8月 海越出版社【上下】2000年11・12月 文藝春秋 【上下】 | 1995年9月 講談社文庫【上下】                             | 春秋時代、小国鄭に生まれた絶世の美女夏姫。その激動の人生と彼女を巡る男たちを主軸とした歴史物語。第105回直木三十五賞受賞作品。 |
| 孟夏の太陽            | 1991年9月 文藝春秋                                           | 1994年9月 文春文庫                                       | 春秋時代の晋の国を彩る趙一族のクロニクル。苦難の時を経て、ついには国として独立する。『月下の彦士（げんし）』『老桃残記（ろうとうざんき）』『隼の城』も収録。 |
| 沈黙の王              | 1992年9月 文藝春秋                                           | 1995年12月 文春文庫                                      | 表題作は商の高宗武丁が苦難を乗越え初めて文字を生み出すまでを描く。西周王朝崩壊に直面した鄭の君主父子2代それぞれに焦点を当てた『妖異記』『豊饒の門』。その他、有窮（窮）后羿・寒浞による夏王朝簒奪を描いた『地中の火』『鳳凰の冠』を収録。 |
| 花の歳月              | 1992年4月 講談社                                             | 1996年1月 講談社文庫                                     | 前漢王朝前期・呂太后の専制下。貧しい竇家の娘が宮中に出仕することになるが…。司馬遷『史記』の「外戚世家」を感動的に描く中編小説。 |
| 重耳                  | 1993年2・3・4月 講談社【上中下】                             | 1996年9月 講談社文庫【上中下】                           | 晋の公子・重耳は継母である驪姫の謀略により父献公に殺されそうになり祖国を脱出。19年にも及ぶ長い流浪の末に帰還して君主となる。春秋五覇の筆頭に数えられる名君、晋の文公の物語。 |
| 晏子                  | 1994年10・11・12月 新潮社【上中下】                          | 1997年9・10月 新潮文庫【1 - 4】                          | 春秋時代、頃公の治める斉は奸佞驕慢な臣ばかりであったが、名将晏弱だけは泰然自若とし長年の悲願であった莱を奇策をもって併呑する。子の晏嬰は、父が没すると古礼に従い長き喪に服した後、内憂外患を己の信じる倫理によって切り抜け、司馬遷に「（晏嬰の）御者になりたい」とまで言わしめた、斉の国きっての名臣晏子父子の生き様を描く。                                                               |
| 介子推                | 1995年6月 講談社                                             | 1998年5月 講談社文庫                                     | 棒術の名手介推は流浪時代の後の晋の文公・重耳を陰から助け、やがて重耳が成功するとその下から姿を消す。後に神として敬愛された介子推 の物語。 |
| 孟嘗君                | 1995年9・10・11月 講談社【1 - 5】                            | 1998年9・10月 講談社文庫【1 - 5】                        | 斉の公族・田嬰の子として生まれた文は、不吉な5月5日生まれということから実の父から殺されそうになる。危機を脱した田文は商人の白圭に育てられることになり、商鞅、孫臏らと交わるうちに人として大きく成長していく。斉、魏、秦の宰相を歴任し数千人の食客を抱え「鶏鳴狗盗」などの故事でも知られる孟嘗君・田文の物語。                                                                               |
| 長城のかげ            | 1996年5月 文藝春秋                                           | 1999年4月 文春文庫                                       | 秦末期、楚漢戦争と呼ばれる項羽と劉邦の時代を両者の幼馴染など近しい人の目線で描いた短編5編収録。 |
| 玉人                  | 1996年7月 新潮社                                             | 1999年6月 新潮文庫                                       | 人を愛することの喜びと、別れの哀しみを描いた表題作ほか、切なく幻想的な短編6編を収録。 |
| 楽毅                  | 1997年9月 - 1999年10月 新潮社【1 - 4】                       | 2002年4・5月 新潮文庫【1 - 4】                           | 海越出版社からは上巻のみ刊行。小国、中山の宰相の嫡子として生まれ、武霊王の治める隣国趙からの執拗な侵略から自国「中山」を将軍として護ることに腐心した楽毅。後には燕の昭王に招かれ烈々たる武功をあげるのだが…。希代の忠臣であり名臣を描いた作品。「はるかのちに諸葛孔明が楽毅にあこがれた…」と『戦国名臣列伝』には記されている。                                                             |
| 奇貨居くべし          | 1997年6月 - 2001年6月 中央公論社                             | 2002年2・3・4月 中公文庫 2020年10月 ‐ 2021年2月 中公文庫 | 春風篇・火雲篇・黄河篇・飛翔篇・天命篇からなる。一商人から宰相にまで登りつめ、始皇帝の父ともいわれる呂不韋の物語。生家で沈鬱な暮らしをしていた呂不韋は、ある日山の中で金脈に通じる黄金の気を見つける。家を出て諸国を放浪する中、和氏の璧を手にしたことで藺相如、春申君、孟嘗君ら希代の英雄達とめぐりあい成長していく呂不韋。そして、趙を訪れた時に秦の公子から黄金の気が立ち昇るのを見る。 |
| 青雲はるかに          | 1997年11月 集英社【上下】                                    | 2000年12月 集英社文庫【上下】 2007年4月 新潮文庫【上下】 | 戦国時代の魏、奸臣須賈から内通の嫌疑をかけられ、恥辱にまみれ殺されかけた范雎。命からがら逃げ込んだ強国秦で遠交近攻を説き、宰相にまで登りつめて壮大な復讐劇を遂げる。 |
| 太公望                | 1998年5・6・7月 文藝春秋【上中下】                           | 2001年4月 文春文庫【上中下】                             | 少年時代に商王紂王に親と仲間を殺され、復讐を胸に誓って生きる太公望の一生を描く。 |
| 華栄の丘              | 2000年2月 文藝春秋                                           | 2003年3月 文春文庫                                       | 礼が忘れられつつある春秋中期、小国宋の貴族華元は礼を忘れず信念に生きる。やがて彼は文公という英主のもとついに宰相となるが、大国楚が宋を狙い動き出す。 |
| 子産                  | 2000年10月 講談社【上下】                                    | 2003年10月 講談社文庫【上下】                            | 孔子に「恵人なり」と評された春秋時代最高の宰相であり知識人であった子産の生涯を描く。 |
| 沙中の回廊            | 2001年2月 朝日新聞社【上下】                                 | 2003年1月 朝日文庫【上下】 2004年12月 文春文庫【上下】   | 春秋時代の晋に生まれ、下級の兵からやがては名宰相と呼ばれるまでに累進した士会の物語。 |
| 管仲                  | 2003年4月 角川書店【上下】                                   | 2006年7月 文春文庫【上下】                               | 春秋きっての名宰相管仲。斉の桓公を覇者にまで押し上げる過程を、管鮑の交わりで有名な鮑叔との友情とともに描く。 |
| 香乱記                | 2004年1・2・3月 毎日新聞社【上中下】                         | 2006年4・5月 新潮文庫【1 - 4】                           | 秦末の動乱期、項羽や劉邦と並び立った斉王・田横の生き様を描く。 |
| 三国志                | 2004年10月 - 2013年9月 文藝春秋【1 - 12】                    | 2008年10月 - 2015年4月 文春文庫【1 - 12】                | 後漢中期の孔子と並び称される楊震から描き出し、名臣・悪臣を生き生きと描く。末期の黄巾の乱より英雄英傑の時代が幕を上げる。『文藝春秋』2001年5月号 - 2013年7月号連載。列伝『三国志 外伝』（文藝春秋、2014年5月、文春文庫、2016年10月）、随想・対談ほか『三国志読本』（文藝春秋、2014年5月、文春文庫、2017年5月）がある。                                                                      |
| 春秋名臣列伝          | 2005年11月 文藝春秋                                          | 2008年3月 文春文庫                                       | 周王朝は一度滅び諸侯の手で東遷し再興したが、もはや往時の力は有していなかった。変わって天下を収攬したのは「覇者」と呼ばれる諸侯たちだった。覇者の時代、それは数多くの名臣が活躍した時代だった。 |
| 戦国名臣列伝          | 2005年11月 文藝春秋                                          | 2008年4月 文春文庫                                       | 前代の秩序は崩壊し、天下には王が並び立った。武で、文で、弁舌で、天下に名を轟かせた名臣たちが激動の時代を生きていた。 |
| 楚漢名臣列伝          | 2010年6月 文藝春秋                                           | 2013年1月 文春文庫                                       | 秦の始皇帝の崩御後、楚・漢に分かれて覇を競った「項羽」と「劉邦」。この両者に仕え活躍した、さまざまな異才・俊才を描く。 |
| 呉越春秋 湖底の城     | 2010年7月 - 2018年9月 講談社                                 | 2013年7月 - 2020年9月 講談社文庫                         | 春秋時代末期、揚子江流域で覇権を争う呉と越。呉を大国へと押し上げた伍子胥、臥薪嘗胆の語源ともなった呉王夫差、越王勾践らとともに名将范蠡の生涯を描く。『小説現代』2009年7月号 - 2018年8月号連載。 |
| 草原の風              | 2011年10・11・12月 中央公論新社【上中下】                    | 2013年9・10・11月 中公文庫【上中下】                     | 高祖劉邦が漢王朝を開いてより約200年、王莽の簒奪より一度は途絶えた漢王朝だったが、劉邦の子孫である光武帝劉秀と英俊豪傑らにより後漢王朝は再建される。劉秀の青年時代から王朝再建までを描く。読売新聞朝刊連載。 |
| 三国志外伝            | 2014年5月 文藝春秋                                           | 2018年6月 文春文庫                                       | 著者の代表作『三国志』（全12巻）を補足する、12人の知られざる人生を描いた列伝。 |
| 劉邦                  | 2015年5・6・7月 毎日新聞出版【上中下】                       | 2018年7月・８月 文春文庫 【1 - 4】                       | 毎日新聞朝刊に連載された（2013年7月21日 - 2015年2月28日）。画・原田維夫。 |
| 呉漢                  | 2017年11月 中央公論新社【上下】                              | 2020年1月 中公文庫【上下】                               | 光武帝劉秀による後漢の建国事業。天下平定と光武帝に仕えた武将・呉漢の生涯を描く。 |
| 三国志名臣列伝 後漢篇 | 2018年2月 文藝春秋                                           | 2020年12月 文春文庫                                      | 後漢末期に王朝を揺るがし、後の三国鼎立のきっかけとなった黄巾の乱。動乱の中にあって王朝を支えた名臣達。 何進、朱儁、王允、盧植、孔融、皇甫嵩、荀彧の命運を描く。 |
| 孔丘                  | 2020年10月 文藝春秋                                          | 2023年10月 文春文庫【上下】                              | 儒家の開祖、孔子とその弟子たちを描く。 |
| 公孫龍                | 2021年1月 - 2025年1月 新潮社【1 - 4】                        | 2024年3月 - 新潮文庫【1 - 】                             | 戦国時代の思想家、公孫龍を描く。 |
| 三国志名臣列伝 魏篇   | 2021年9月 文藝春秋                                           | 2024年6月 文春文庫                                       | 著者の代表作『三国志』（全12巻）を補足する、魏の名臣7人を描いた列伝。 |
| 三国志名臣列伝 蜀篇   | 2023年2月 文藝春秋                                           |                                                          | 『三国志』（全12巻）を補足する、蜀の名臣7人を描いた列伝。 |
| 諸葛亮                | 2023年10月 日経BP【上下】                                    |                                                          | 『三国志』の名軍師、諸葛亮孔明の実像を描く。 |
| 張良                  | 2024年12月 中央公論新社                                      |                                                          | 劉邦の天下平定を拓いた軍師張良。その生涯を描く。 |
| 三国志名臣列伝 呉篇   | 2025年5月 文藝春秋                                           |                                                          | 『三国志』（全12巻）を補足する、呉の名臣7人を描いた列伝。完結編 |

#### 日本
| 作品名       | 単行本                                 | 文庫                                     | 概要 |
| ------------ | -------------------------------------- | ---------------------------------------- | --- |
| 風は山河より | 2006年12月 - 2007年3月 新潮社【1 - 5】 | 2009年11月 - 2010年1月 新潮文庫【1 - 6】 | 上洛を目指した武田信玄を食い止めた男、野田城主・菅沼定盈とその一族を描いた物語。祖父・菅沼定則から父・菅沼定村、そして菅沼定盈と3代に渡って描く。 |
| 新三河物語   | 2008年8・9・10月 新潮社【上中下】      | 2011年4月 新潮文庫【上中下】             | 『三河物語』を下敷として、大久保彦左衛門の生涯を描く。                                                                                            |

### その他
| 作品名                            | 単行本                                        | 文庫                                        | 概要 |
| --------------------------------- | --------------------------------------------- | ------------------------------------------- | --- |
| 石壁の線より                      | 1991年7月 海越出版社 2001年1月 新潮社         |                                             | 初期作品集、新版は『無限花序』に改題 |
| 春の潮                            | 1991年12月 講談社                             | 1995年1月 講談社文庫                        | 青春を瑞々しく描いた初期作品集 |
| 会社人間上昇学                    | 1992年2月 海越出版社                          | 1996年4月、改版2025年7月 文春文庫           | 文庫は『歴史の活力』に改題 |
| 中国古典の言行録                  | 1992年6月 海越出版社                          | 1996年10月 文春文庫                         | 中国の長い歴史が生み出した古典の中から選ばれた名言集 |
| 春秋の色                          | 1994年1月 講談社                              | 1997年1月 講談社文庫                        | 古代の中国を知り、日本を新しい角度でみるための随筆集 |
| 海辺の小さな町                    | 1996年10月 朝日新聞社                         | 1999年10月 朝日文庫 2002年10月 文春文庫     | 親元から離れ、海辺の町で大学生活を送る佐伯雄二。成長する1人の青年の4年間を爽やかに描く長編青春小説。 |
| 春秋の名君                        | 1996年11月 講談社                             | 1999年9月 講談社文庫                        | 鄭の武公・荘公から越の勾践まで春秋の名君12人をひとりずつ取り上げて語り、また、司馬遼太郎のことや、『孟嘗君』『重耳』『介子推』などの創作の秘密を明かした随筆集。 |
| 史記の風景                        | 1997年4月 新潮社                              | 2000年5月 新潮文庫                          | 『史記』に溢れる人間の英知を探り、高名な成句・熟語のルーツをたどりながら、新しい解釈を提示する随筆集。 |
| クラシック千夜一曲 音楽という真実 | 1999年12月 集英社新書                         |                                             | メンデルゾーン『ヴァイオリン協奏曲』、ベートーヴェン『交響曲第6番 田園』、チャイコフスキー『ピアノ協奏曲第2番』、ビゼー『アルルの女』、グリーグ『ペール・ギュント』、プロコフィエフ『三つのオレンジへの恋』、ムソルグスキー『展覧会の絵』、フォーレ『エレジー』、ブラームス『交響曲第3番』、ミヨー『プロヴァンス組曲』の10曲を取り上げる。 |
| 歴史のしずく 宮城谷昌光名言集     | 2003年3月 中央公論新社                        | 2005年5月 中公文庫                          | 自著の中から選び出された名言を収録 |
| クラシック 私だけの名曲1001曲     | 2003年7月 新潮社                              |                                             | クラシック音楽に関する随筆集 |
| ふたりで泊まるほんものの宿        | 2004年2月 新潮新書                            |                                             | 宿に関する随筆集。妻・宮城谷聖枝との共著 |
| 古城の風景                        | 2004年10月 - 2010年9月 新潮社【1-7】          | 2008年4月 - 2011年4月 新潮文庫【新編・1-3】 | 城に関する紀行。『波』連載 |
| 孟嘗君と戦国時代                  | 2008年9月 日本放送出版協会 2009年5月 中公新書 | 2021年2月 中公文庫                          | 孟嘗君の生涯を読み解く。 |
| 他者が他者であること              | 2009年2月 文藝春秋                            | 2015年5月 文春文庫                          | 著者と歴史との邂逅、古代中国、司馬遼太郎作品、趣味のカメラなどに関する随筆集。 |
| うみの歳月                        | 2015年2月 文藝春秋企画出版部                  | 2017年11月 文春文庫                         | 初期作品集 |
| 随想 春夏秋冬                     | 2015年4月 新潮社                              | 2017年10月 新潮文庫                         | 作家生活25年を回想する自伝的随筆集。『小説新潮』（2012年5月号 - 2014年4月号）連載。 |
| 窓辺の風 宮城谷昌光 文学と半生    | 2015年10月 中央公論新社                       | 2021年3月 中公文庫                          | 写真多数収録の回想記、未発表作品、年譜。 |
| 歴史を応用する力                  |                                               | 2019年3月 中公文庫                          | 第4章に丹羽宇一郎対談、文庫オリジナル |
| 三国志入門                        | 2021年3月 文春新書                            |                                             | 作品案内 |
| 縦横無尽の人間力                  | 2022年4月 中央公論新社                        |                                             | 対談集（11名） |
| 桃中図 自選短篇集                 | 2025年2月 文藝春秋                            |                                             | 自ら選んだ8編 |

### 全集
| 作品名                   | 単行本                          | 文庫 | 概要                   |
| ------------------------ | ------------------------------- | ---- | ---------------------- |
| 宮城谷昌光全集【1 - 21】 | 2002年11月 - 2004年7月 文藝春秋 |      | 最終巻は随想・随筆集。 |